# RM-31

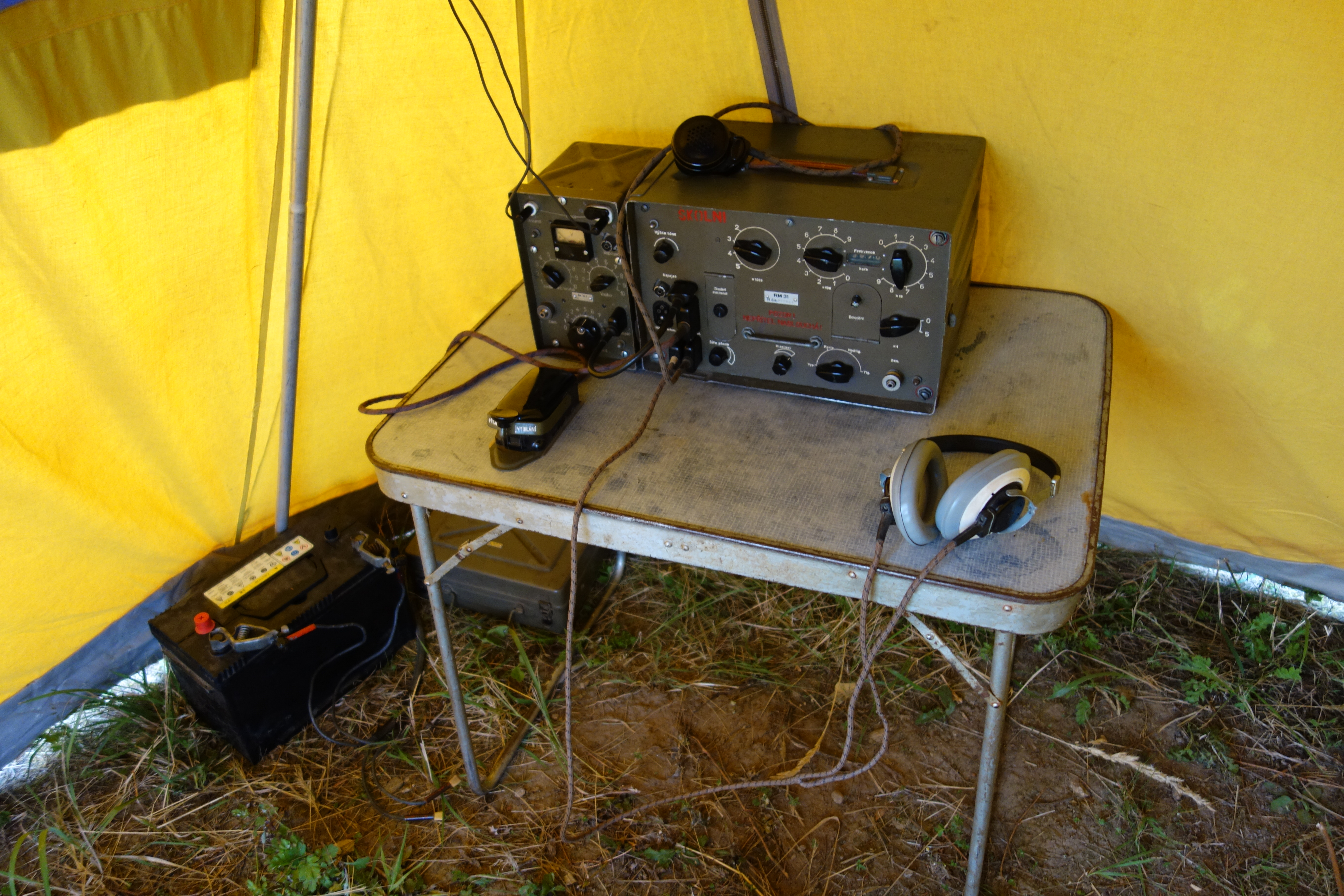
RM-31-A, školní provedení; radiostanice, anténní díl, rotační měnič, napájení 12V z akumulátoru

RM-31 je československá vojenská poloduplexní radiostanice typu transceiver, sdružující přijímač i vysílač. Přijímací část je superhet s jedním směšováním, a s krystalem osazeným MF filtrem s řiditelnou šířkou pásma. Protože se jedná o transceiver, vysílač má obvody oscilátorů sdílené s přijímačem. Vývoj probíhal od roku 1948, do armády byl přístroj zaváděn od roku 1952, výroba byla ukončena v průběhu 60. let 20. století.

## Technická data
Kmitočtový rozsah radiostanice je 2000–5995 kHz, což skýtá 800 kanálů s odstupem 5 kHz (a možnost rozladění od jmenovitého kmitočtu o ±1,4 až 4 kHz).
Druhy provozu jsou:
- A3 (fonie s amplitudovou modulací),
- A2 (modulovaná telegrafie)
- A1 (nemodulovaná telegrafie).

Vysokofrekvenční výkon vysílače na anténním výstupu je:
- 1,5 W při A3
- 3 W při A2
- 6 W při A1

Citlivost přijímače je:
- 2 µV (A1)
- 10 µV (A2 a A3)
- Šířka pásma MF zesilovače je 200 Hz – 8 kHz.

Dosah přímou vlnou je:
- s prutovou vozidlovou anténou 1,8 m při provozu A3: 3–8 km
- s tyčovou anténou (kotvený skládaný stožár) výšky 4,8 m při provozu A1: 50–60 km

Dosah prostorovou vlnou je:
- s optimalizovanou anténou typu dipól při provozu A1: 1000–2000 km (dle aktuálních podmínek šíření a zvoleného kmitočtu)

## Konstrukční provedení přístroje
Skříň přístroje RM31 je vyrobena z duralového plechu s výztužnými prolisy a podélnými ocelovými profily na spodní straně, které slouží pro upevnění do odpruženého závěsu. V ní je těsně zasunut samotný přístroj RM-31. Chassis přístroje je tvořeno dvěma vzájemně oddělitelnými tenkostěnnými tlakovými odlitky a vložený karusel je opracovaný tlakový odlitek z duralu. V komůrkách odlitků jsou umístěny obvodové součástky či jejich sestavy. Mimořádně kvalitní jsou zejména hermeticky zapouzdřené kondenzátory typu pakotrop. Část použitých keramických kondenzátorů je dokonce ještě německého původu ze zásob válečné výroby. Precisní mechanické i elektrické provedení této radiostanice je zárukou bezchybné funkce i desítky let po ukončení aktivní služby a vcelku je i dobrou vizitkou poválečného československého radiotechnického průmyslu.

## Kompromisy, které snižovaly užitnou hodnotu přístroje
RM-31 byla proponována coby vševojsková radiostanice. Tehdejším konstruktérům se sice podařilo stvořit na úrovni dobové techniky vskutku mistrovské dílo, ale samo zadání vytvořit universální přístroj pro všechno postrádalo smysl pro realitu.
- Jako pěchotní radiostanice byla souprava RM 31-P těžká a neohrabaná. Tvořily jí tři komplety (vlastní radiostanice, skříň s akumulátory a anténním dílem a ruční dynamo se skládacím sedátkem (tzv. bejk) a vakem pro příslušenství (telegrafní klíč, ruční mikrofon, telefonní mikrotelefon (sluchátko), antény na navijácích atd). Pro přesun byli potřeba tři zdatní muži a provoz RM 31-P za pochodu byl sice ryze teoreticky možný, prakticky však nikoliv.
- Jako tanková radiostanice RM 31-T byla příliš choulostivá na mechanické zacházení, údery a otřesy. Aby bylo možno vyhovět nárokům daných požadovaným pěchotním použitím, byly v radiostanici použity přímožhavené elektronky určené pro bateriový provoz, tedy elektronky mechanicky poměrně křehké a choulostivé. Navíc se v případě RM 31 jednalo o technologicky špatně zvládnuté kopie původních amerických vzorů, trpící zejména mikrofonií a malou trvanlivostí katody (tvořené tenkým, velejemným wolframovým drátkem s nanesenou křehkou a choulostivou emisní vrstvičkou kysličníků alkalických zemin. S použitými elektronkami souvisí i konstrukčně vskutku mizerné bakelitové objímky se snadno se deformujícími kontaktními pery, což většinou vedlo i při opatrné manipulaci k jejich deformaci a následnému vyhnutí nožek skleněných elektronkových patic, okamžitému či pozdějšímu prasknutí až rozlomení spodku elektronky a tím jejímu zničení.

## Civilní využití RM 31
Značné množství stanic RM 31 se od roku 1965 dostalo mezi radioamatéry prostřednictvím Svazarmu a dobový odborný tisk pak k nim uvedl řadu návodů, zejména stavbu zdrojů na síťové napájení RM 31 (což nebyla nikterak jednoduchá záležitost, protože napájecí obvody RM 31 jsou mimořádně komplikované a požadavky na filtraci žhavicích napětí jsou velmi přísné). Vznikaly popisy na jejich přestavbu; zejména požadavek rozšíření na amatérská pásma mimo původní rozsah stanice, úpravu pro plynulé ladění a úpravy anténního ladicího dílu.
Výsledkem je, že do současnosti se dochovalo jen málo přístrojů úpravami nedotčených a z příslušenství, zejména pěchotních radiostanic téměř nic. Což mrzí zejména sběratele militárií.
Samotné přístroje RM 31, pokud nebyly vystaveny nevhodným kutilským zásahům či nevhodným skladovacím podmínkám, jsou obvykle stále plně provozuschopné.

## Galerie

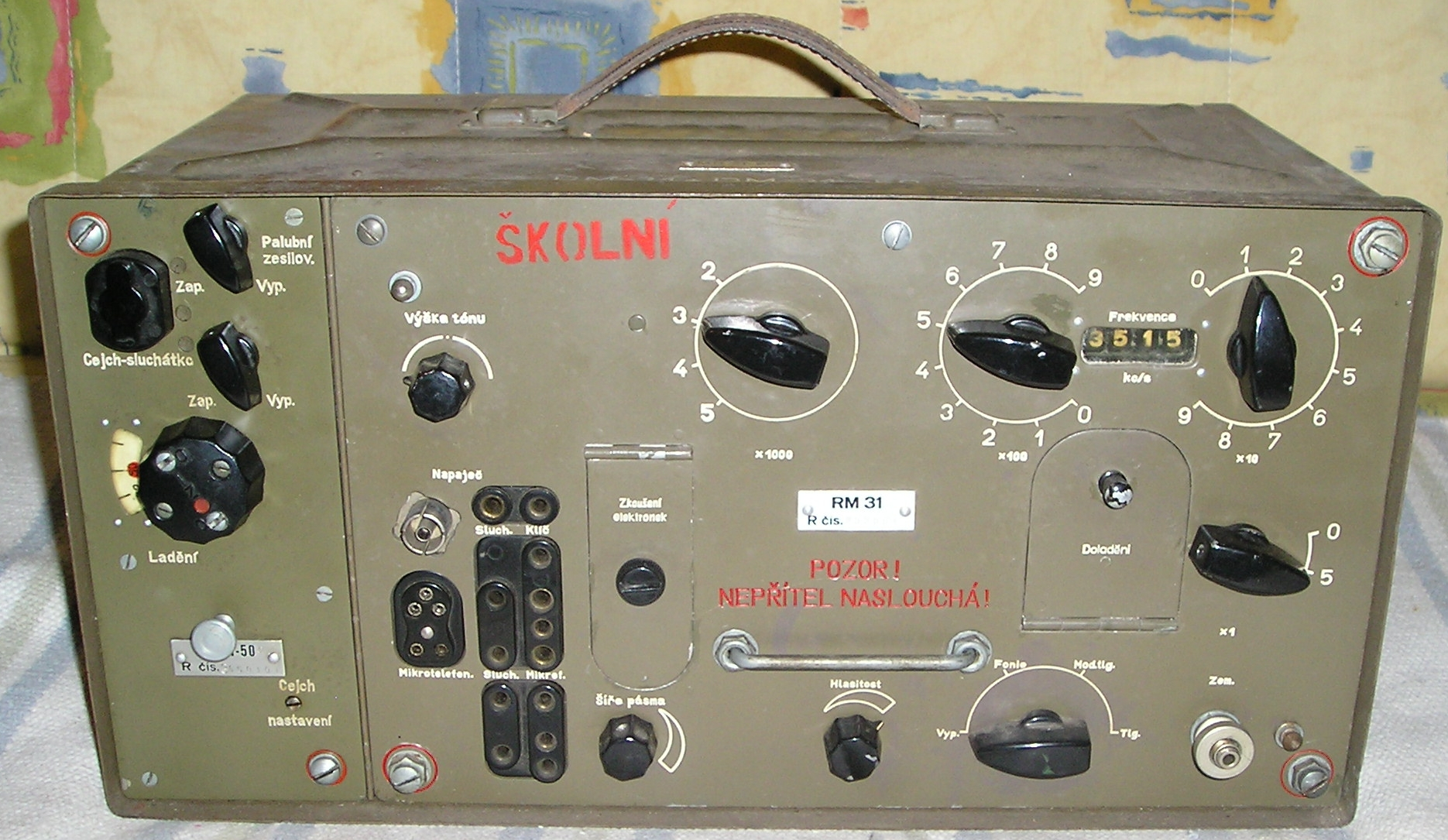
RM-31 Tanková verze radiostanice
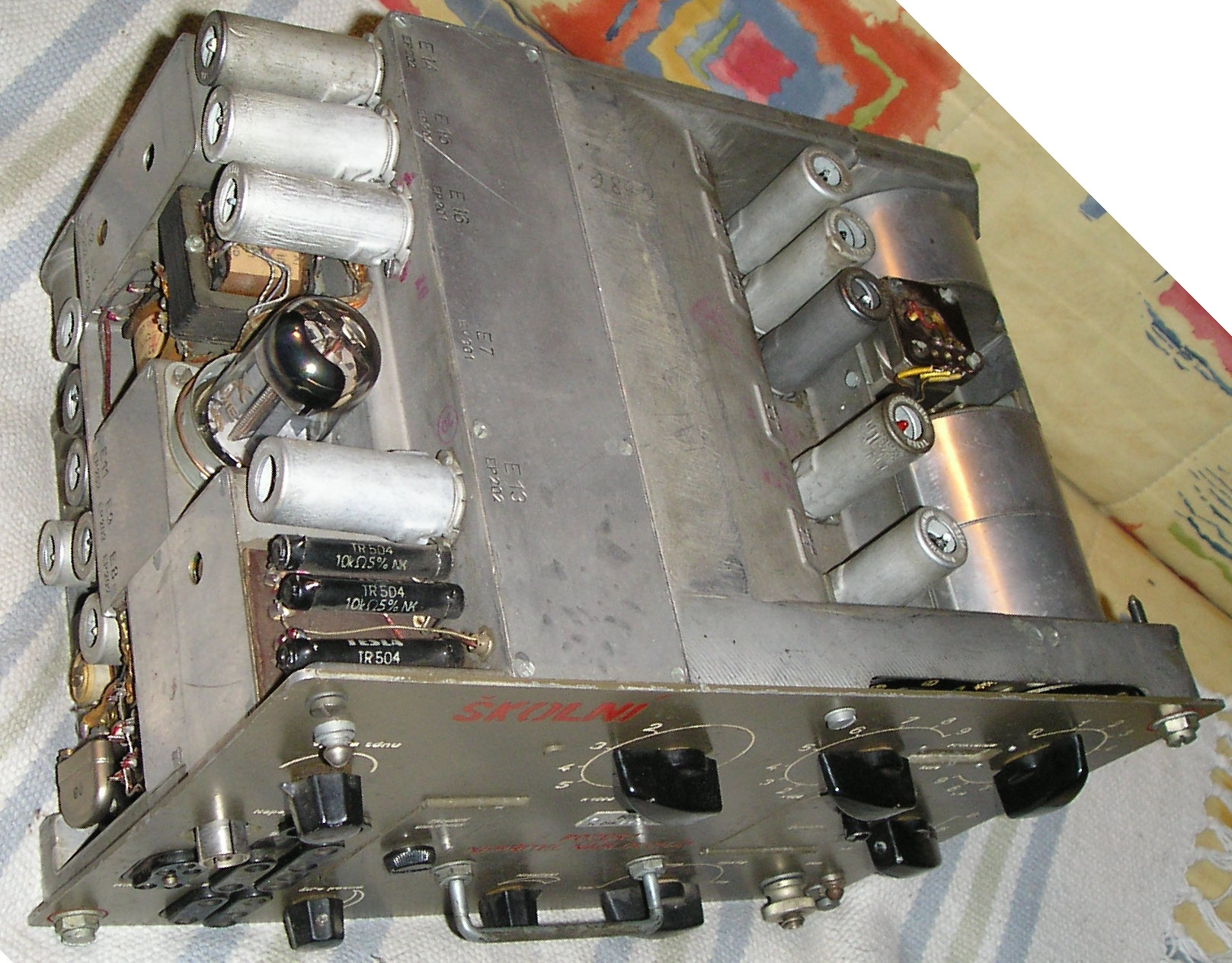
RM-31 Pohled na přístroj vysunutý ze skříně
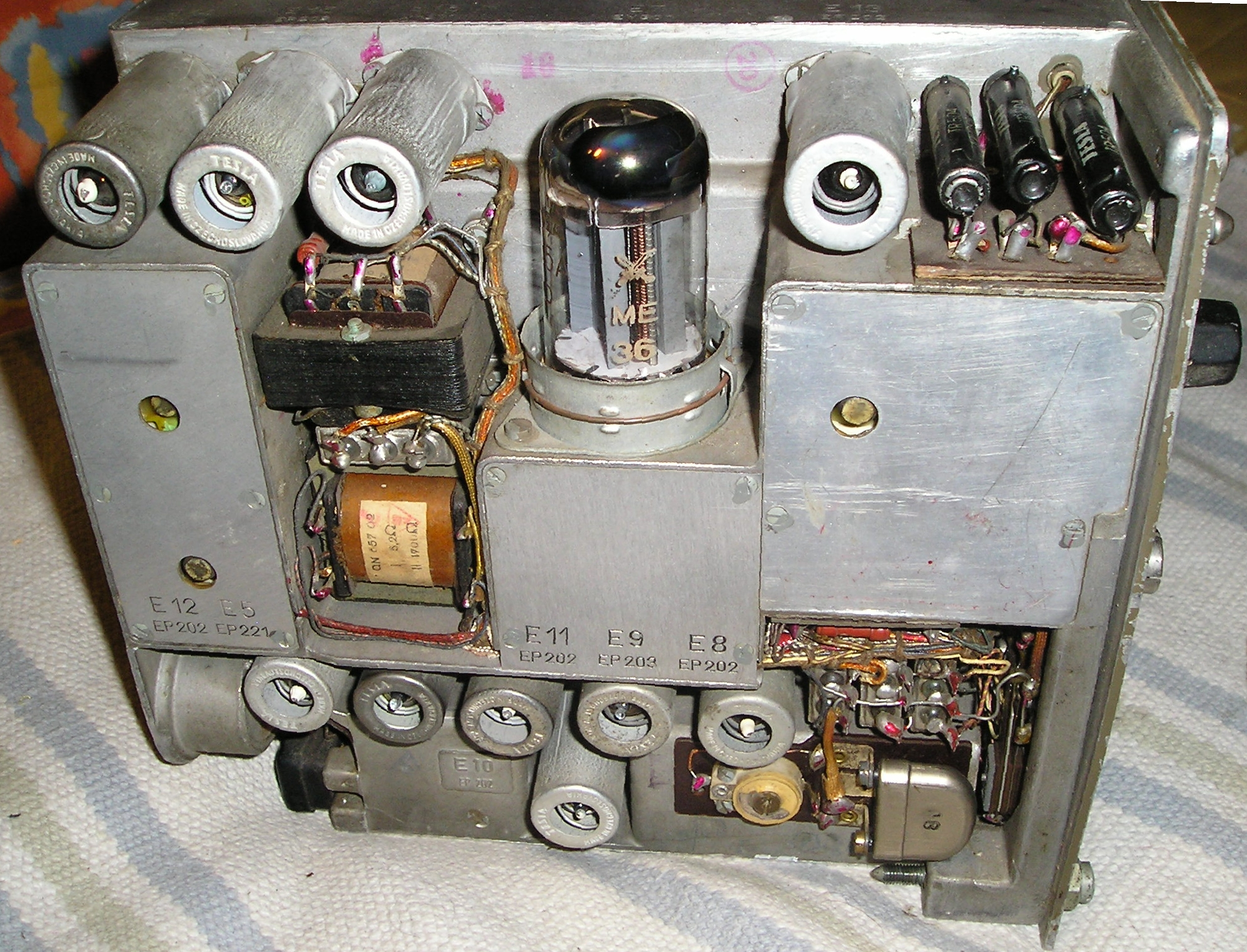
RM-31 Pohled zleva na přístroj vysunutý ze skříně, vysílací elektronka
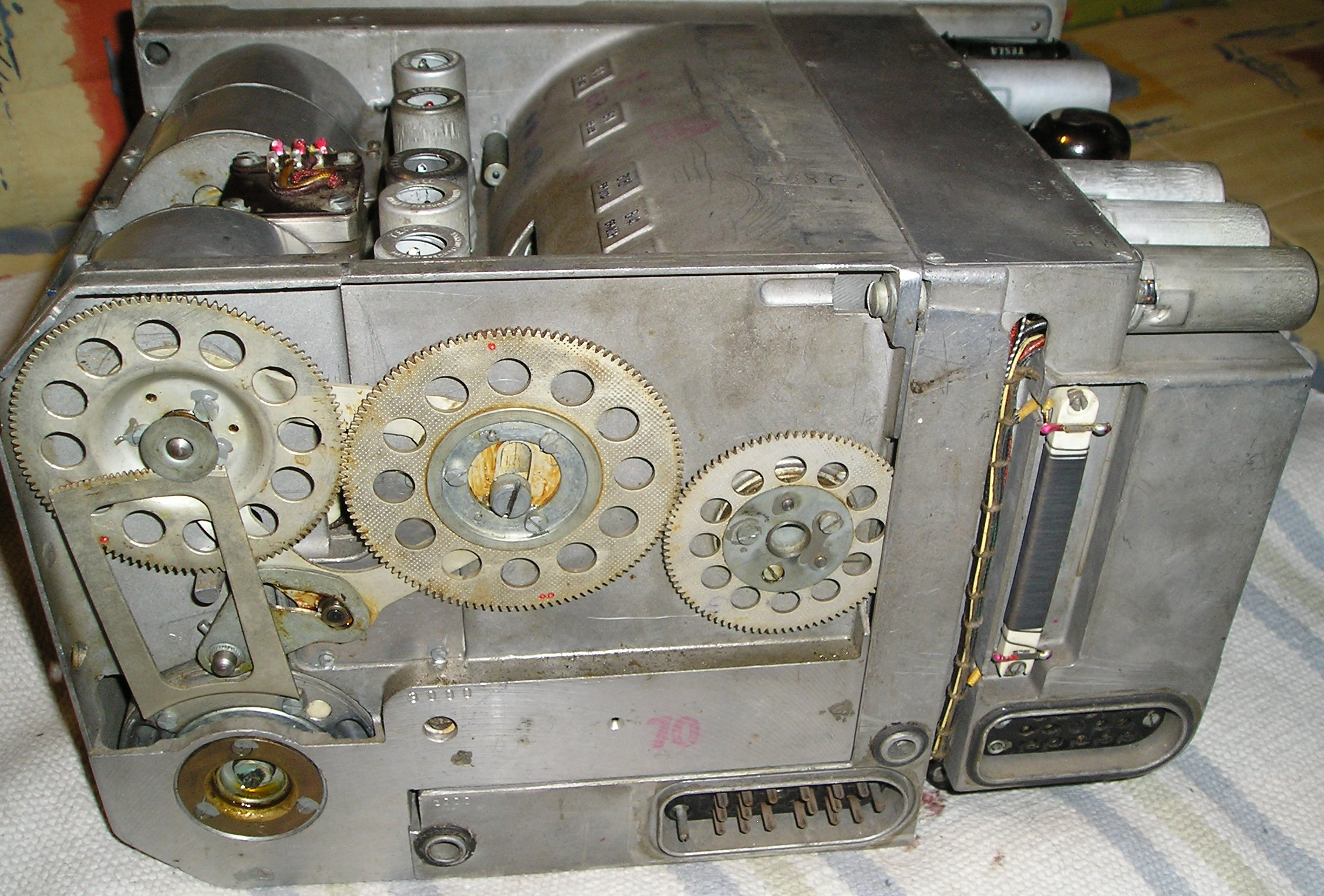
RM-31 Pohled zezadu na přístroj vysunutý ze skříně, mechanika přepínačů rozsahů
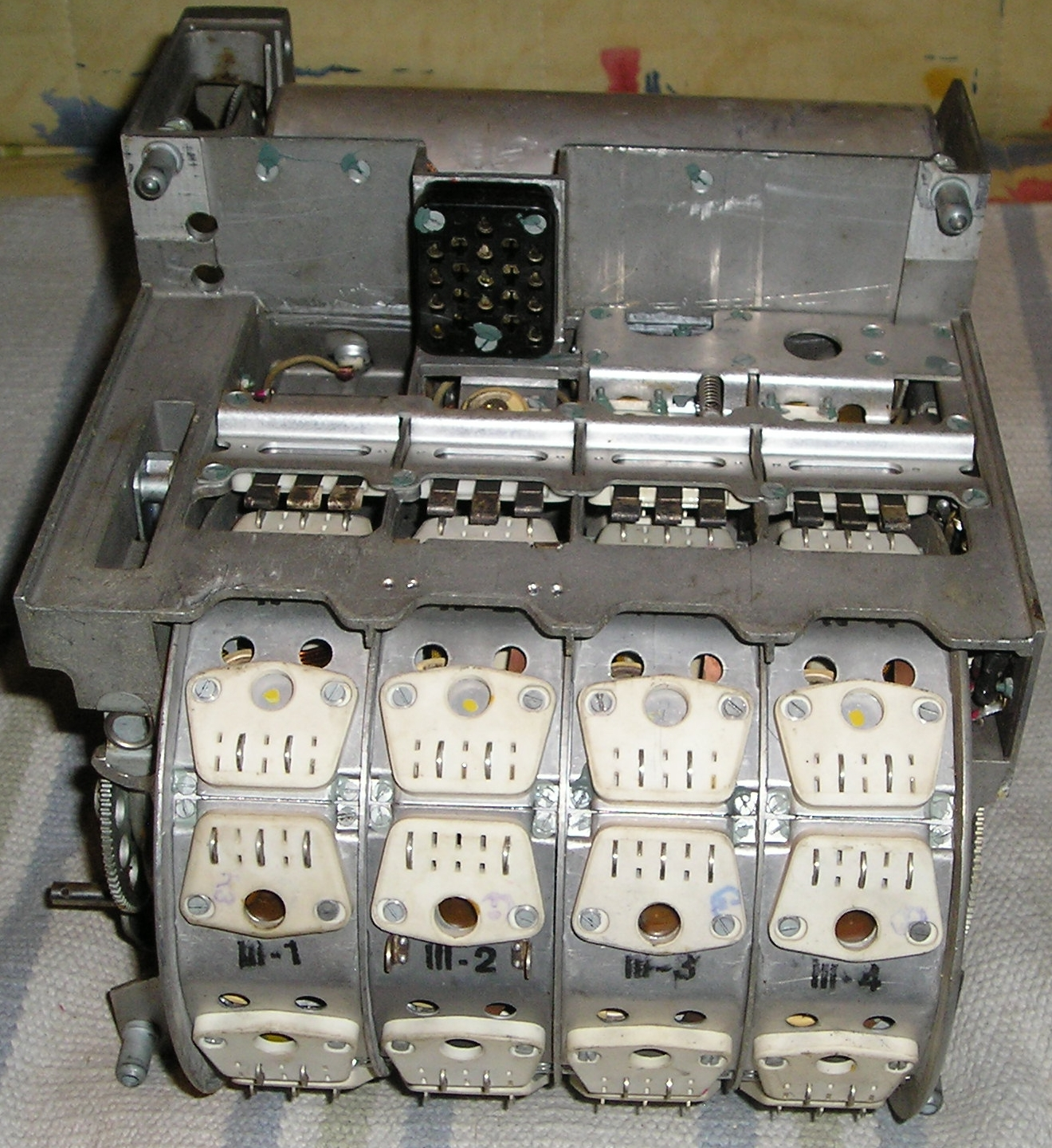
RM-31 Rozpůlené chassis, pohled na karusel s cívkami
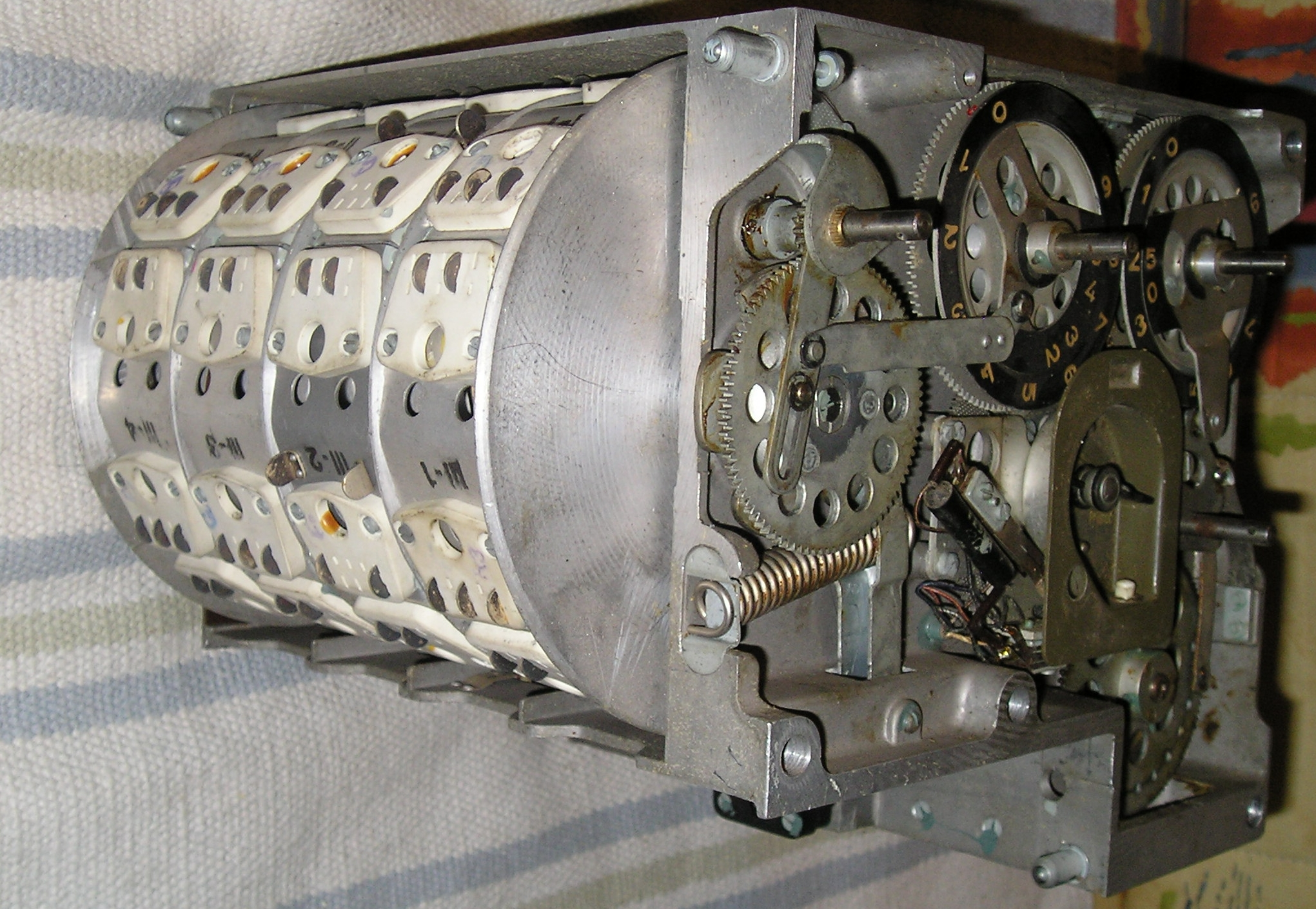
RM-31 Rozpůlené chassis, mechanika ladění zepředu
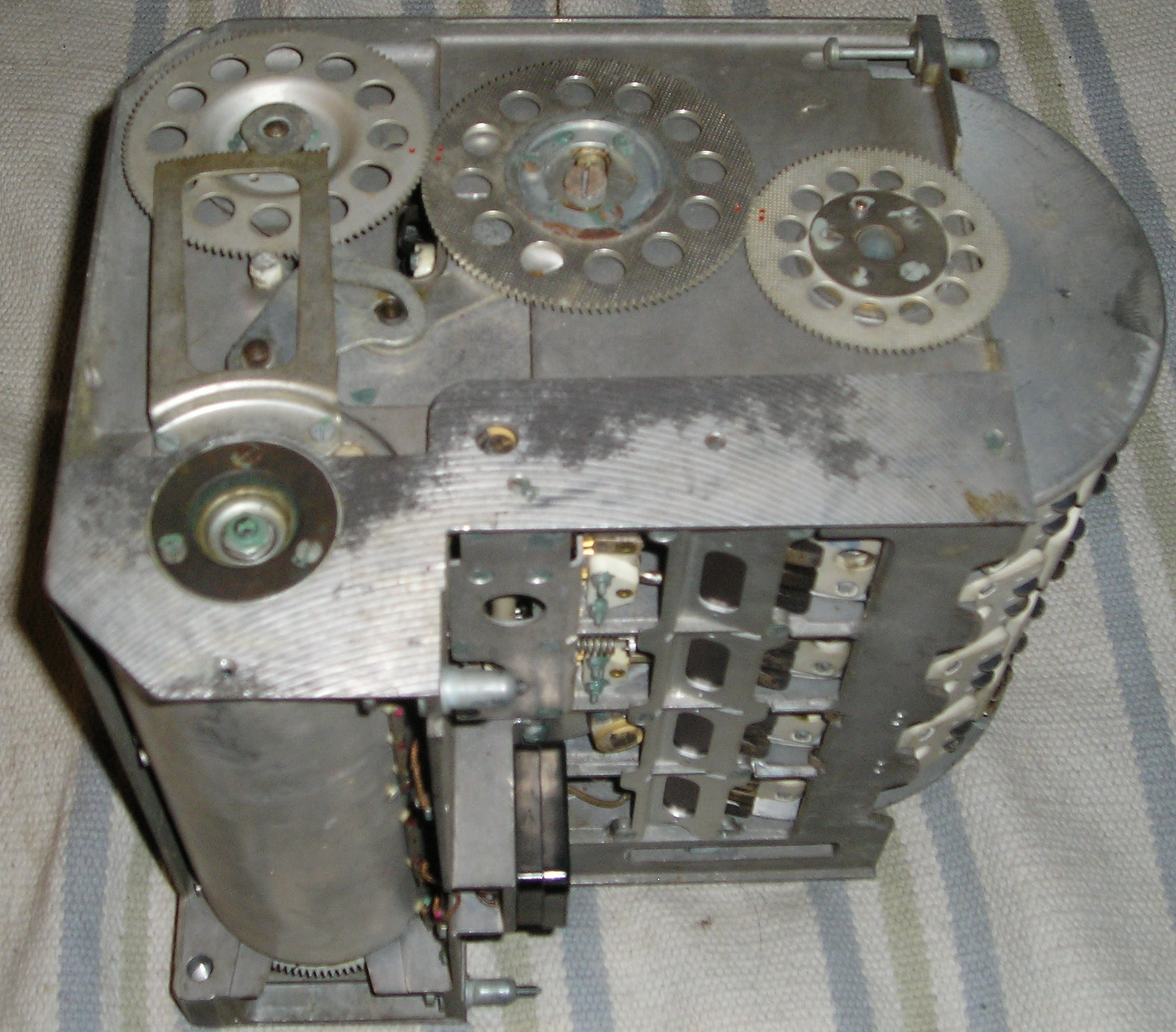
RM-31 Rozpůlené chassis, ladicí část
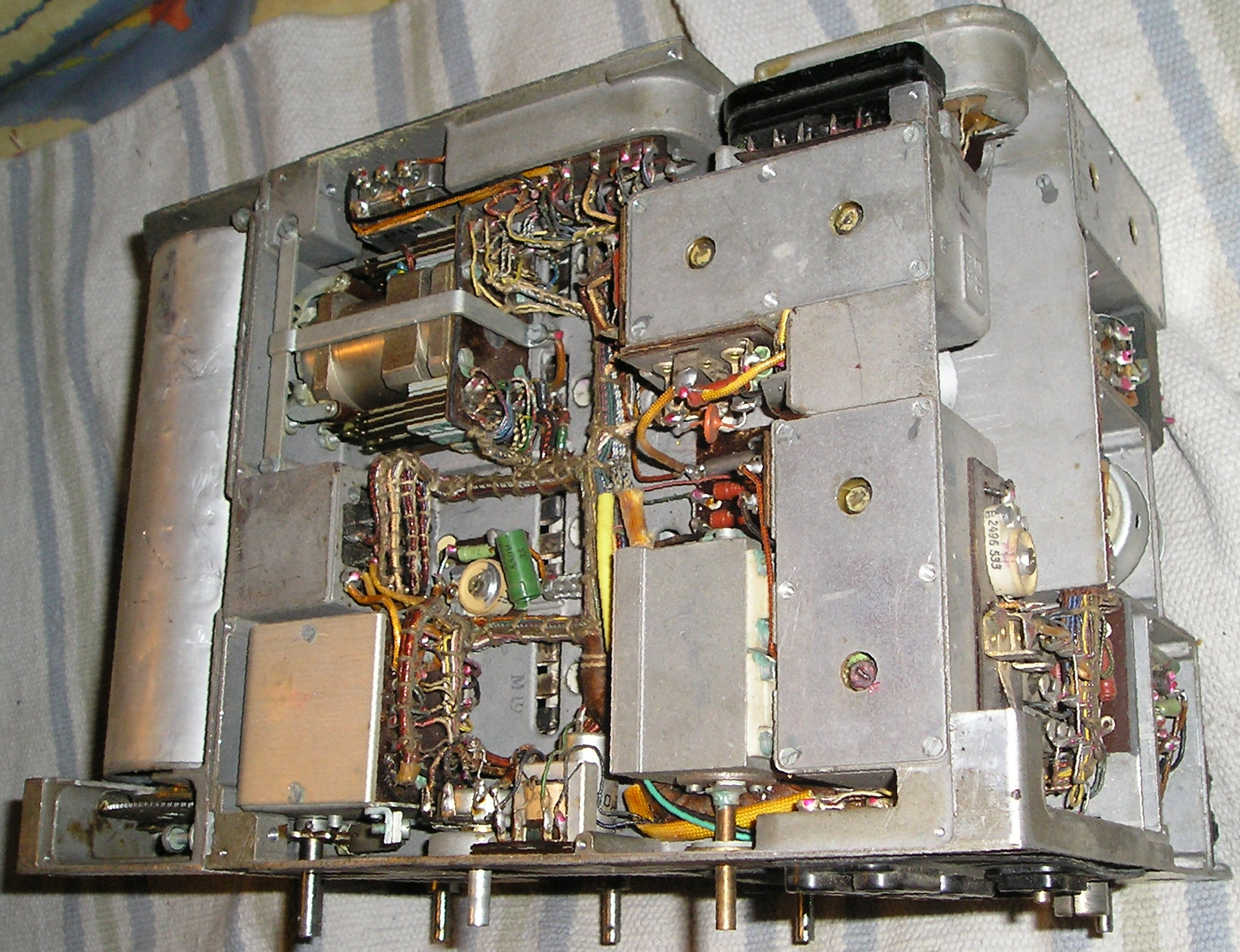
RM-31 Chassis, pohled zespodu pod krycí plech
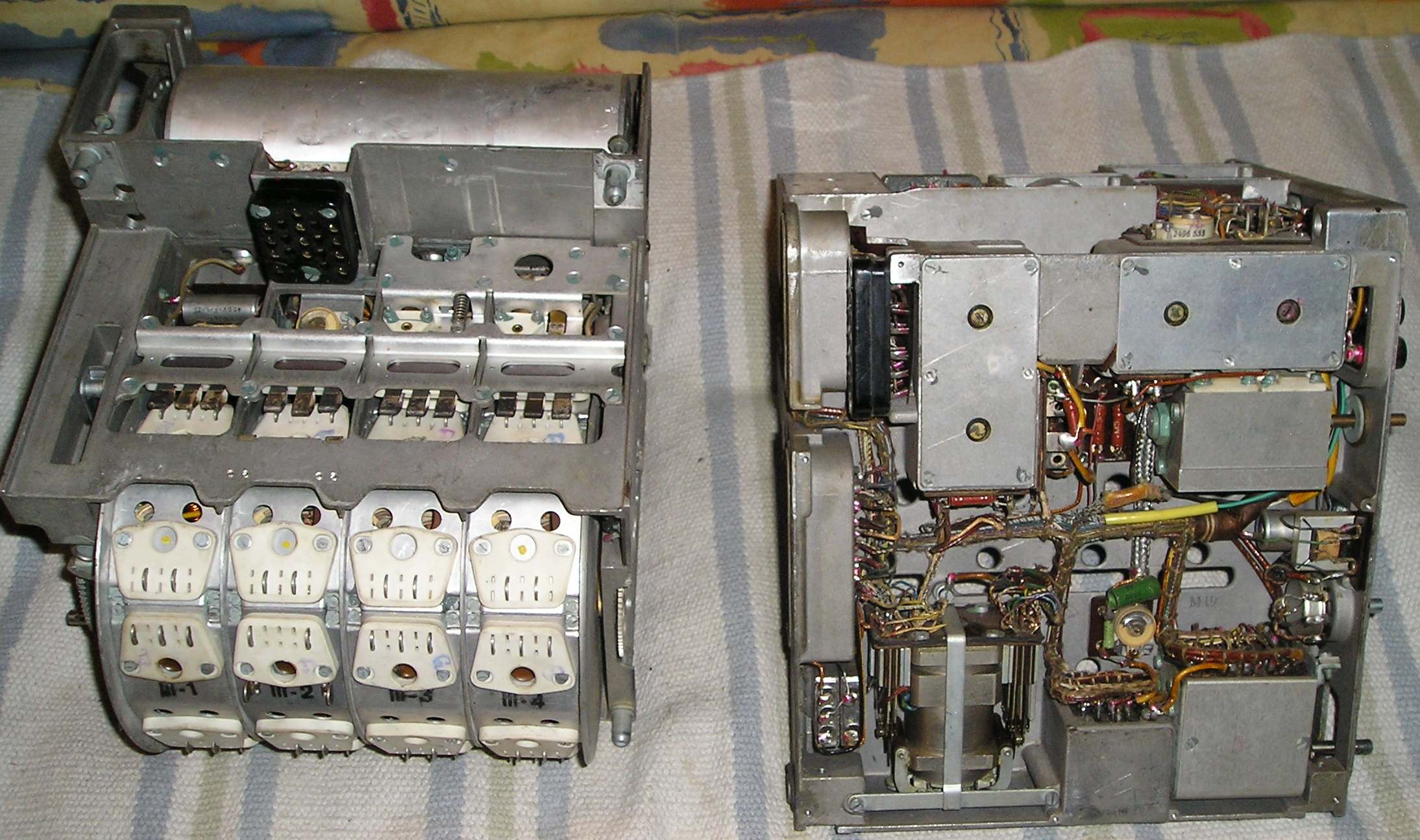
RM-31 Rozpůlené chassis, obě části vedle sebe
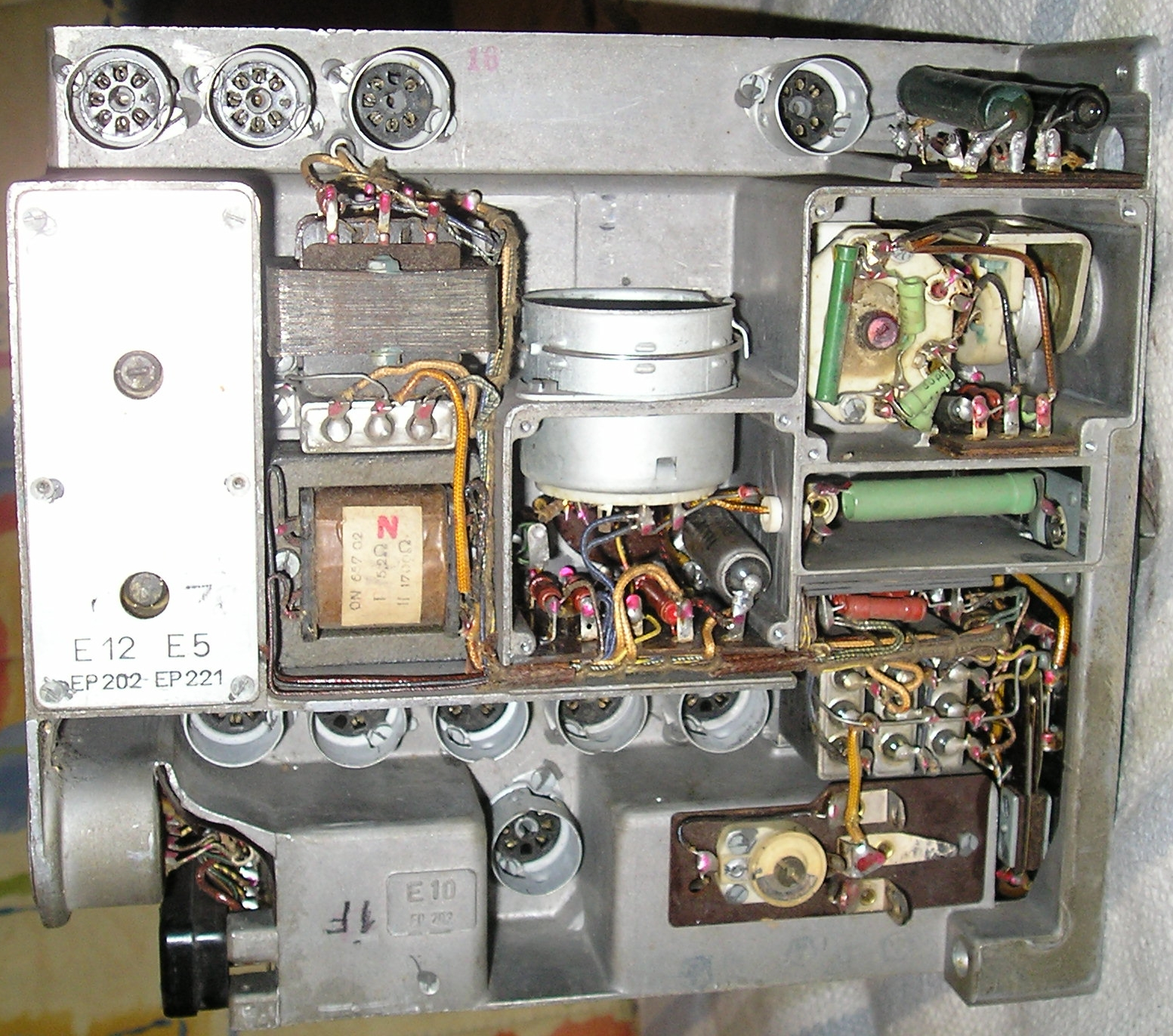
RM-31 Obvody přijímače a koncového stupně vysilače
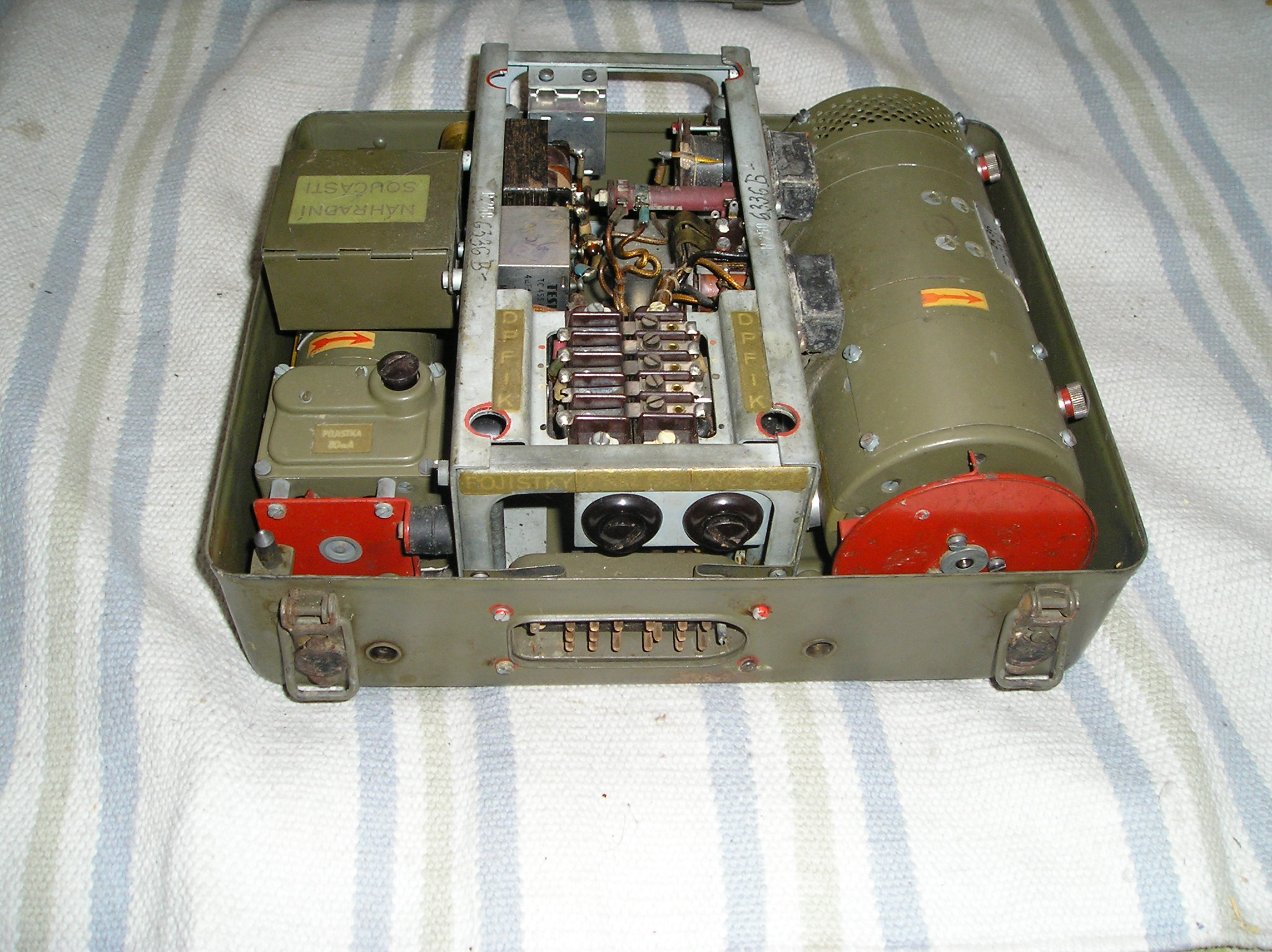
ZD-31a Rotační měnič pro napájení RM-31 ze zdroje 12V
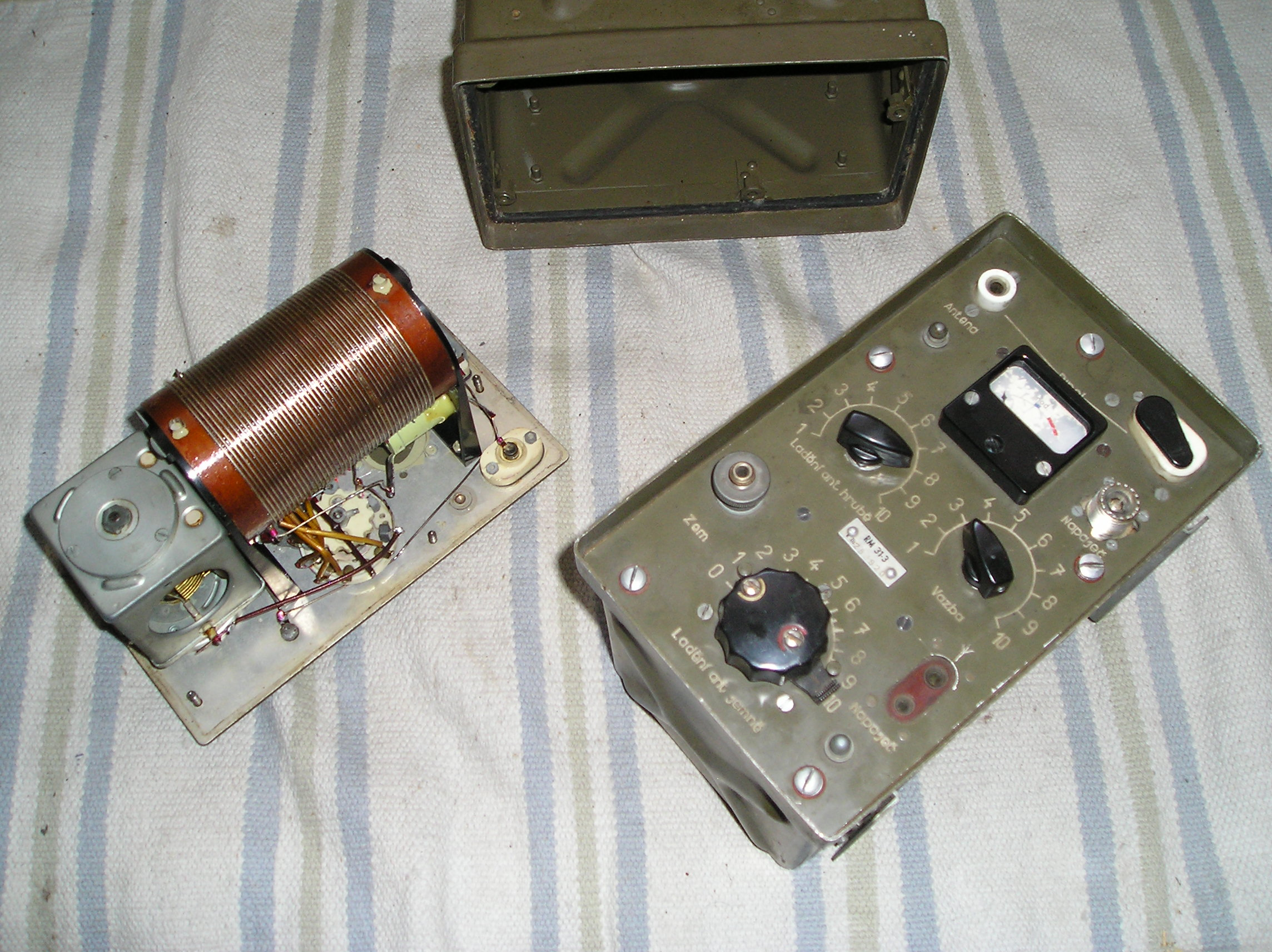
RM-31 Anténní část, přizpůsobuje výstup vysilače připojené anténě.
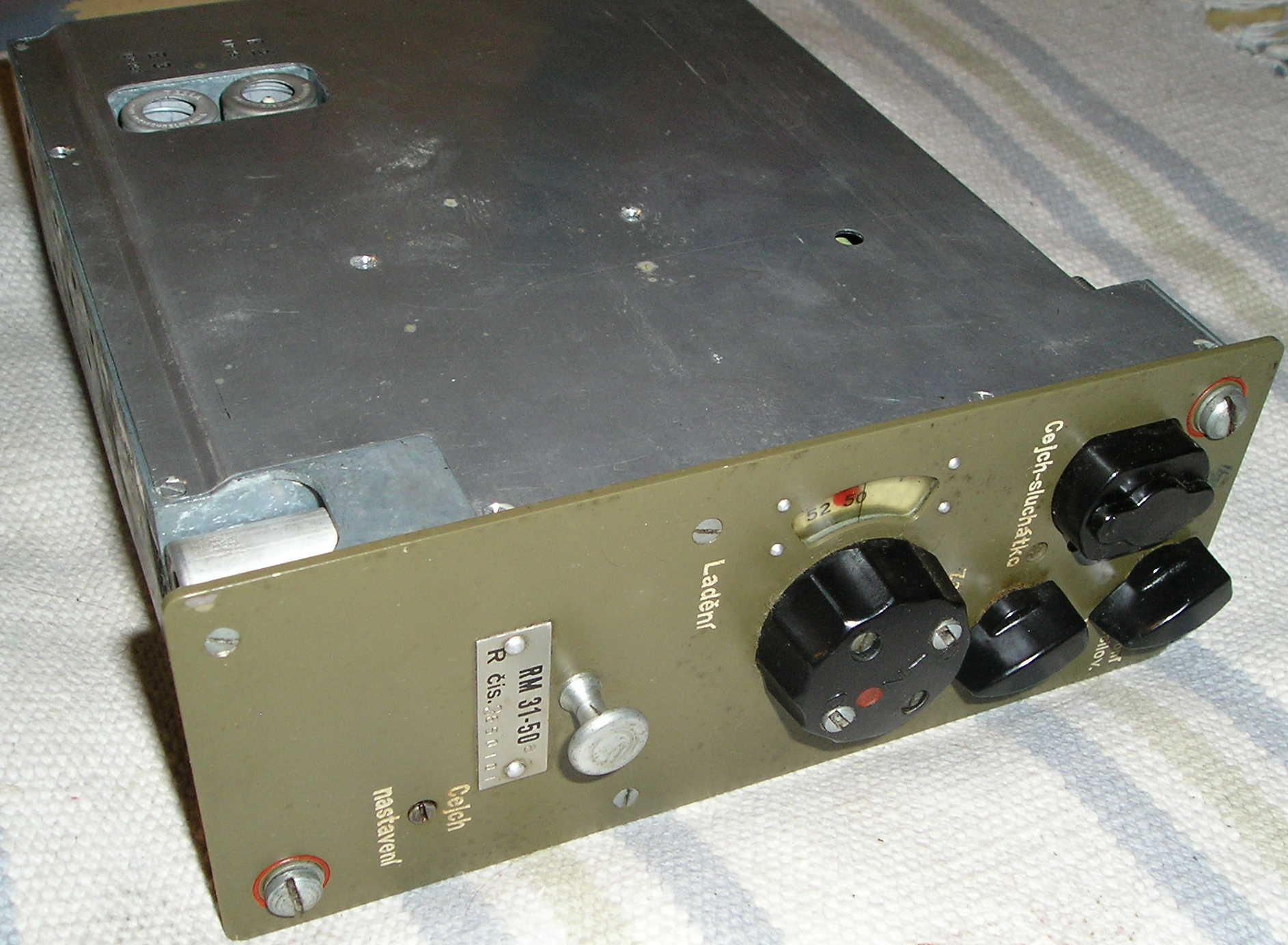
RM-31-50 VKV pojítko pro spojení mezi blízkými tanky
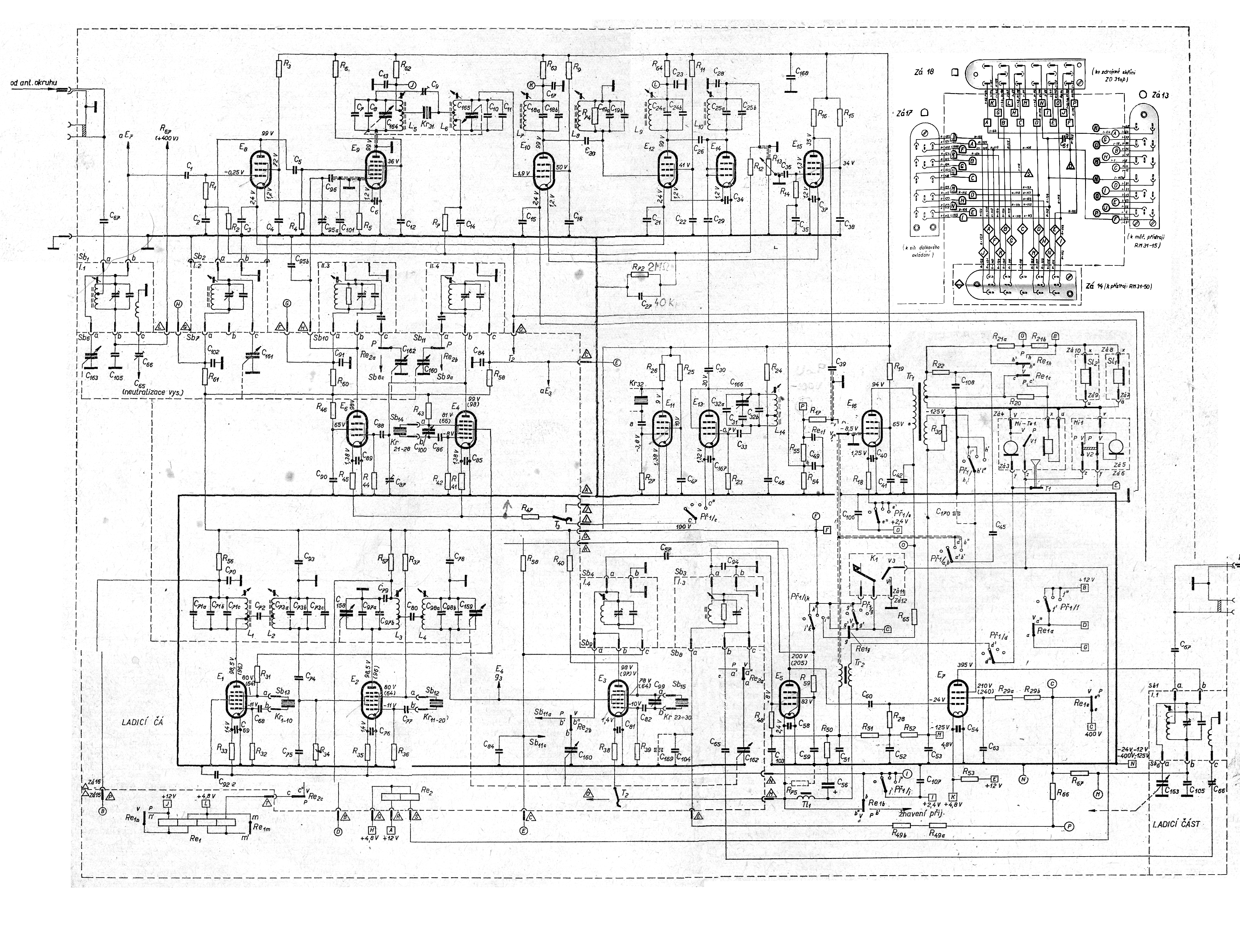
RM-31- Schéma, kompilát z postupně získávaných fragmentů